# Dag Hartelius

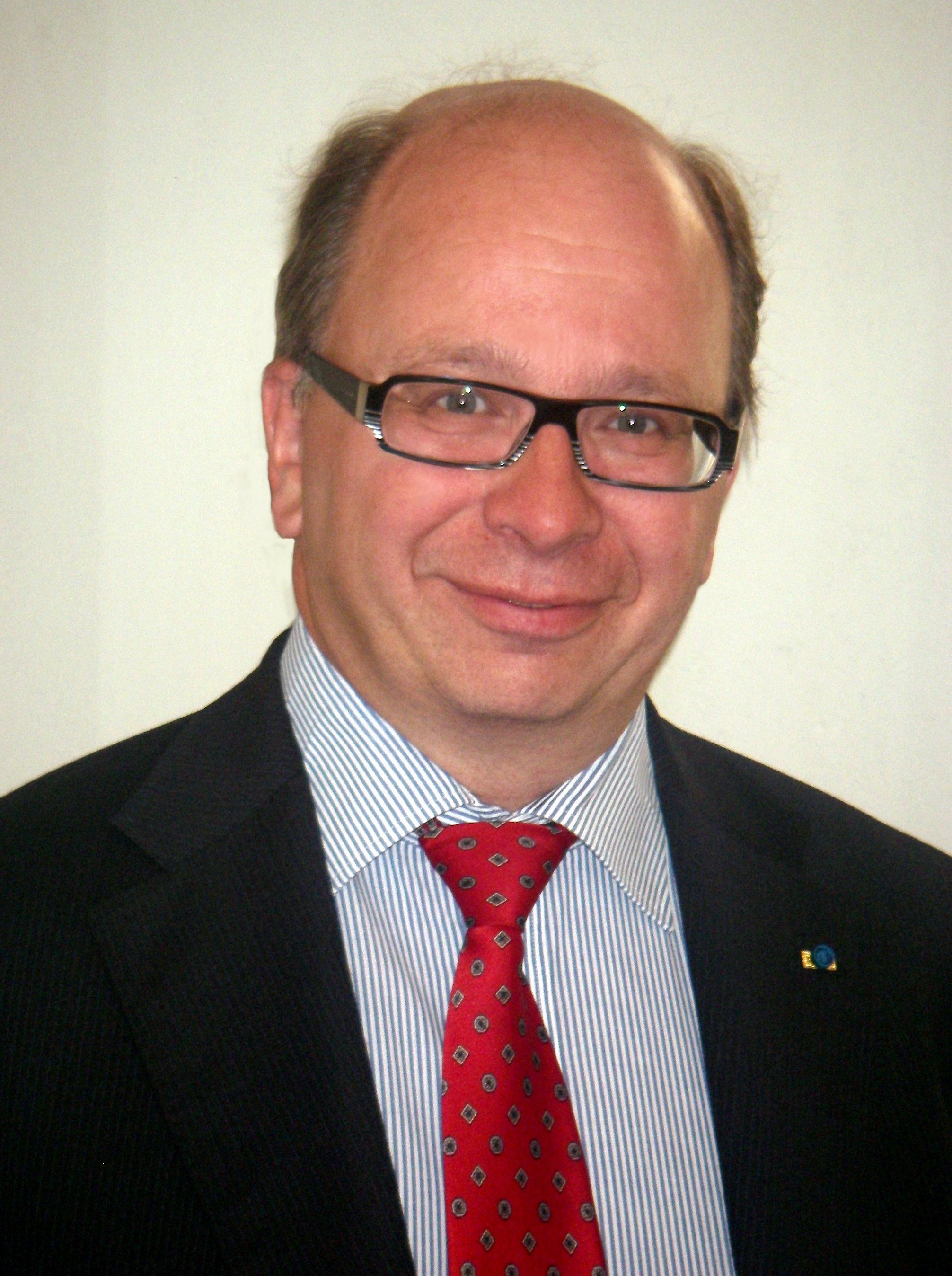
Dag Hartelius

Dag Hartelius (* 8. November 1955 in Härnösand) ist ein schwedischer Diplomat.
Hartelius war von 1986 bis 1987 schwedischer Konsul am schwedischen Generalkonsulat in Sankt Petersburg. Danach war er von 1987 bis 1989 Erster Sekretär an der schwedischen Botschaft in Moskau sowie von 1989 bis 1991 Erster Sekretär an der schwedischen Botschaft in Berlin. Von 1991 bis 1994 war er im Außenministerium Vizedirektor der Abteilung für Zentral- und Osteuropa. Sein nächster Posten brachte Hartelius nach London, wo er von 1994 bis 1997 Botschaftsrat der Abteilung Politik an der schwedischen Botschaft war.
Zwischen 1997 und 1999 war Hartelius als Vizepräsident für europäische Sicherheit am EastWest Institute in New York tätig. Im Anschluss kehrte er in die Abteilung für Zentral- und Osteuropa des schwedischen Außenministeriums zurück, um diese von 1999 bis 2003 als Direktor zu leiten. 2003 wurde er als Botschafter des Königreichs Schweden nach Estland entsandt. 2008 erfolgte seine Versetzung nach Warschau, um Schweden in Polen als Botschafter zu vertreten. Diesen Posten bekleidete er bis 2010. Seit 2011 ist er ständiger Vertreter von Schweden bei der Europäischen Union.
Hartelius ist verheiratet und Vater dreier Söhne. 